# Фрањо Огулинац Сељо
Фрањо Огулинац Сељо (Жабно, код Сиска, 1904 — Височе, код Жумберка, 9. октобар 1942) био је учесник Шпанског грађанског рата и Народноослободилачке борбе и народни херој Југославије.

## Биографија
Рођен 1904. године у селу Жабно, код Сиска, у многобројној сељачкој породици. Његови родитељи, Имбро и Марија, имали су једанаесторо деце, а Фрањо им је био десети. Основну школу и обућарски занат Фрањо је завршио у Сиску, али се ипак вратио у село да би помогао родитељима. Убрзо је постао пример узорног домаћина. Фрањо се није бавио само читањем књига о унапређивању пољопривреде, већ је почео и и да се политички образује. У томе су му помагали и партијски другови који су из Сиска стизали у Жабно, па је Огулинац, 1931. године, постао оснивач и први секретар једне сеоске организације Комунистичке партије Југославије. То је било у време Шестојануарске диктатуре и велике економске кризе, а из тог времена потиче и његов надимак Сељо. У то се време се истицао у пружању отпора властима које су плениле стоку и другу сељачку имовину због неисплаћеног пореза. Забележена је и његова активност у време петомајских избора 1935. године, кад је организовао отпор сељана због фалсификовања изборних листа. Његова је заслуга и окупљање сељака око мелиорације подводног земљишта, дугог око 7 km.
Огулинчеву активност су приметили, поред органа власти који су га на разне начине малтретирали, и виши партијски форуми. Одлучено је да се склони пред полицијом и пошаље на политичко школовање у Совјетски Савез. Фрањо Огулинац је из земље 9. октобра 1935. године. У Москви је похађао Комунистички универзитет националних мањина Запада, где је учио теорију револуције. Овде је променио име и постао Милан Снагић.

### Шпански грађански рат
За време његовог боравка у Совјетском Савезу, у Шпанији је у августу 1936. године избио грађански рат. Огулинац је био међу онима који су пошли у помоћ снагама Народног фронта. У Шпанију је стигао 15. марта 1937. године, са групом југословенских добровољаца који су пошли из Совјетског Савеза. Огулинац се у Шпанији борио у батаљону „Ђуро Ђаковић”, у склопу интернационалних бригада. Као интербригадист, провео је у Шпанији готово две године. Када је почетком 1939. рат завршен Франковом победом, интербригадисти су пребачени из Шпаније у логоре у Француској. Огулинац је најпре био у логору „Saint Cyprien”, а затим у „Argelès-sur-Mer” и „Girs”. У логору „Гирс” био је међу истакнутим интербригадистима из Југославије који су се супротставили одвођењу логораша на Мажино линију. Због тога је у мају 1940. године, пребачен у логор Verne. Одатле је потајно кренуо преко Немачке у домовину, где се већ водила борба.

### Народноослободилачка борба
У родно село стигао је 15. августа 1941. године и укључио се у Сисачки партизански одред, формиран 22. јуна исте године. Фрањо Огулинац је учествовао у нападу Сисачког одреда на јако усташко упориште у Зрињу у октобру 1941. године, а затим и у многим акцијама тог одреда на тлу Баније. Док је био припадник Сисачког одреда, који је имао главно упориште у шуми Шамарици, ушао је у тек основани Главни штаб Хрватске. Убрзо је постао и политички комесар тог Штаба.
Како су се војне операције шириле и Народноослободилачки покрет јачао, Огулинац је добијао нове задатке и често мењао боравиште. Од 28. децембра 1941. до 12. јануара 1942. године боравио је на подручју Горског котара и Хрватског приморја, као оперативни официр Главног штаба НОВ и ПО Хрватске. Одмах после тога, одлази као оперативни официр у Лику, а повремено замењује и команданта Главног штаба. Учествовао је у одбрани Петрове горе, а у јуну 1942. у нападу на непријатељско упориште Бучко Каменско.
У септембру 1942. године постаје командант Друге оперативне зоне која обухвата подручје Покупља, Мославине и Жумберка. Погинуо је 9. октобра 1942. године, код села Височе, у Жумберку, у окршају с усташама.
Указом Председништва Антифашистичког већа народног ослобођења Југославије (АВНОЈ), 11. јула 1945. године, међу првим борцима Народноослободилачке војске, проглашен је за народног хероја.